# Gran pensión La Alegría
Gran pensión La Alegría es una película de Argentina en blanco y negro dirigida por Julio Irigoyen según el guion de Roberto de Prisco que se estrenó el 19 de agosto de 1942 cuyos protagonistas son Osvaldo Moreno, Alfredo Arrocha, Warly Ceriani y Josefina Dessein

## Sinopsis
Historias en una casa de pensión donde viven una actriz, un empleado de banco que juega con dinero ajeno, y un fullero.

## Reparto
- Osvaldo Moreno
- Alfredo Arrocha
- Warly Ceriani
- Josefina Dessein
- Mercedes Gisper
- Carlos A. Gordillo
- Mangacha Gutiérrez
- Roberto Lagos
- Chola Luna
- Máximo Orsi
- Elvita Solán
- Herminia Velich
- Juan Miguel Velich
- Enrique Vimo
- Roberto Flores
- Carlos Díaz
- Horacio Vélez

## Comentarios
Para La Razón es una "comedia con números musicales" y Manrupe y Portela señalan que es una "película de aspecto teatral: un solo escenario y pocas tomas".

## Producción
El filme fue producido por una empresa dirigida por Julio Irigoyen que se caracterizaba por producir filmes clase “C” de muy bajo presupuesto y poca calidad artística, que en general eran historias con los personajes característicos de la ciudad: guapos, prostitutas, cantores de tango, jugadores en oscuros cafetines, hipódromos y salones aristocráticos. La mayoría eran películas de gauchos o típicamente porteñas, con tango o con canciones de tierra adentro. 
Es dificultoso acceder a información sobre esas películas, en primer lugar porque una parte no se estrenó en Buenos Aires sino en las provincias del interior de Argentina y también en otros países de América Latina, en segundo término porque Irigoyen no conservaba los negativos y en tercer lugar por el escaso interés que tenía por ellas la prensa especializada.